# Вија Латина (Рим)
Вија Латина је насеље у Италији у округу Рим, региону Лацио.
Према процени из 2011. у насељу је живело 82 становника. Насеље се налази на надморској висини од 241 м.